# St. Martin (Pfaffenhofen bei Kastl)

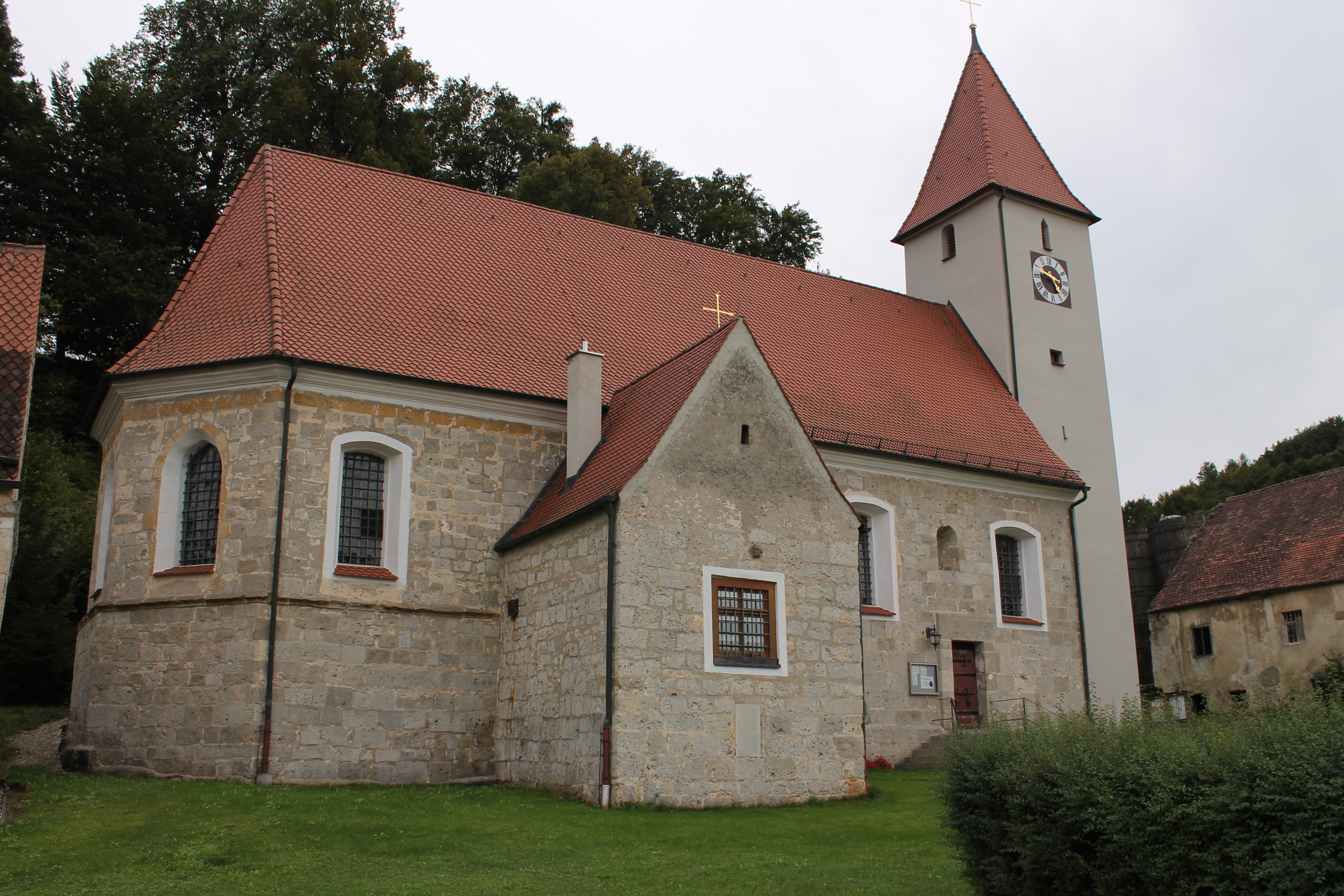
Kuratiekirche St. Martin (Kastl)

Die Kuratiekirche St. Martin im Gemeindeteil Pfaffenhofen des Oberpfälzer Marktes Kastl im Landkreis Amberg-Sulzbach von Bayern liegt in der Nähe der Schweppermannsburg.

## Geschichte
Pfaffenhofen gehört zu den „hofen-Orten“, deren Entstehung im 8. Jahrhundert angenommen werden kann. Die Pfarrei Pfaffenhofen entstand an der Grenze zwischen dem Bistum Eichstätt und Bistum Regensburg, ihr Sprengel reichte von Hohenkemnath bis Unterammerthal und Deinschwang.
Zwischen 1182 und 1196 weihte der Bischof Otto von Eichstätt in Phafenhouen eine Kirche, die im Wesentlichen noch den Baubestand der heutigen Kirche ausmacht.
1310 wurde die Pfarrei dem Kloster Kastl unterstellt. Die Verwüstungen durch den Dreißigjährigen Krieg zogen die Verlegung des Pfarrsitzes nach Kastl nach sich. 1958 wurde der letzte Pfarrer aus Pfaffenhofen abgezogen.
Angeblich war die Kirche ursprünglich eine Marienkirche, mit dem Patrozinium Mariä Himmelfahrt. 1960 wurde sie dem Patrozinium des Martin von Tours unterstellt.

## Baulichkeit
Das Langhaus der Kirche ist romanisch, es wird aber vermutet, dass sich unter dem Pflaster der Kirche ein Vorgängerbau von um 800 befindet. Das Langhaus aus behauenen Dolomitquadern stammt aus dem 12. Jahrhundert. Der Sockel um das Portal ist mit einem geraden Sturz geführt, der sehr wuchtig wirkt, dazu bildet das Halbrund des Treppenaufgangs einen Kontrast. Von den Fenstern der Nordseite ist das mit einer Laibung oberhalb des Eingangs romanisch, die übrigen sind in barocker Zeit zur besseren Belichtung vergrößert worden.
Im 15. Jahrhundert wurde anstelle der halbrunden Ostapsis ein Fünfseitchor und die Sakristei errichtet. Der im Giebel der Sakristei eingemauerte Schlussstein mit dem Haupt Christi stammt von einem gotischen Chorgewölbe. Erwähnenswert ist die schwere Lindenholztüre mit romanischen Beschlägen. Am Zugring findet man dämonen- und unheilabwehrende Tierornamentik, eine doppelköpfige Schlange umschließt einen Ring mit einem Stern im Zentrum. Es fällt auf, dass das spätgotische Mauerwerk hier weniger sorgfältig ausgeführt ist als das des Langhauses. Der Turm wurde im 16. Jahrhundert errichtet.
Im 18. Jahrhundert fand eine barocke Umgestaltung des Kirchengebäudes statt, von der neben den Fenstern im Langhaus im Wesentlichen nur der Innenraum betroffen war, während die Kirche selbst ihre mittelalterliche Baugestalt behalten hat.

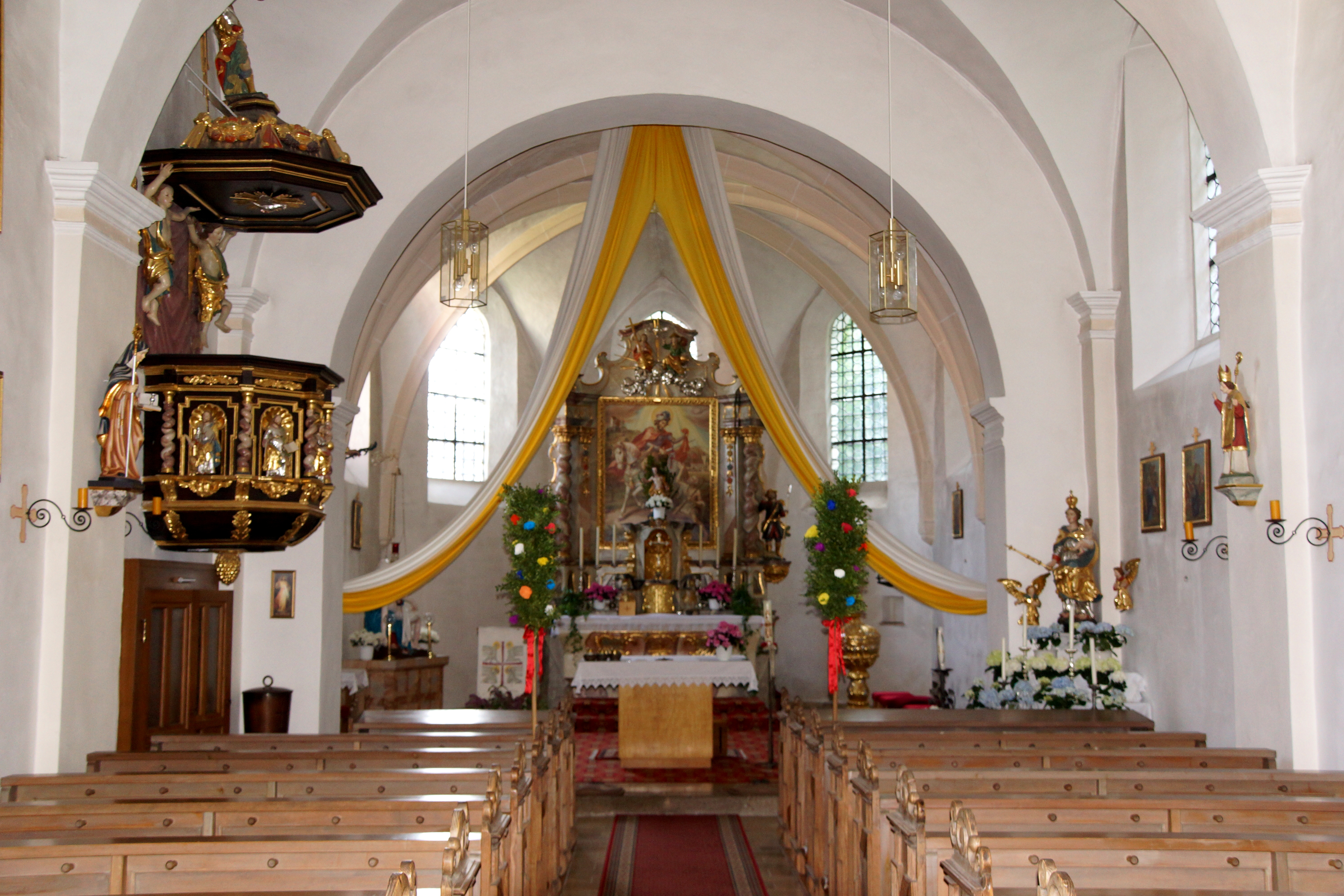
Innenraum mit Blick auf den Altar

## Ausstattung
Das Bild auf dem gotischen Altar stellt den hl. Martin dar. Ansonst ist die Ausstattung barock.

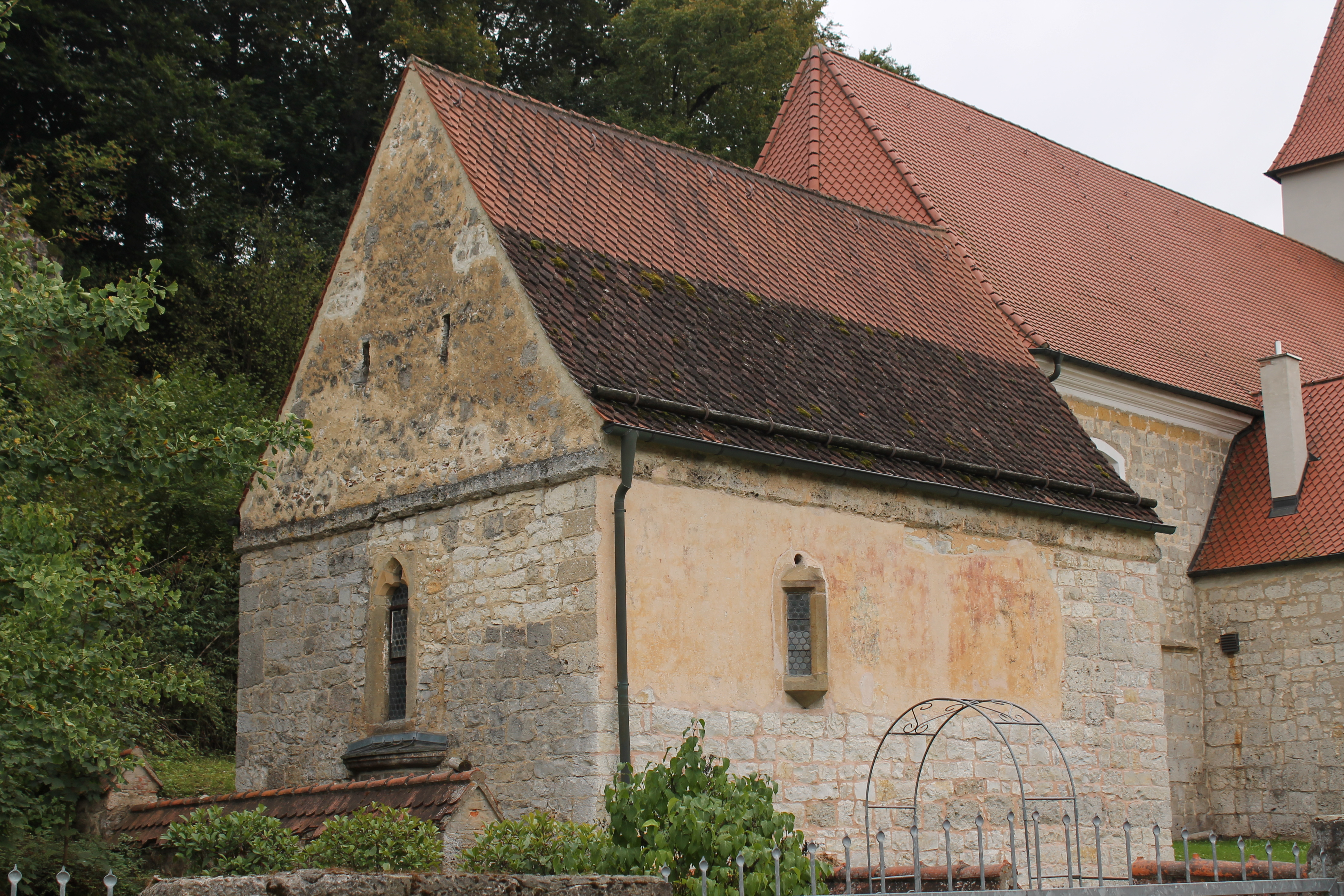
Karner von Pfaffenhofen

## Karner von Pfaffenhofen
Da die um die Kirchen errichteten mittelalterlichen Friedhöfe wegen der steigenden Bevölkerungszahl zu klein wurden, stieß man bei der Anlage von neuen Gräbern immer wieder auf Gebeine früher Verstorbener. Für diese errichtete man sog. Karner (Beinhäuser), die in der Regel doppelgeschossig angelegt waren; in dem Unterraum stapelte man Knochen und Schädel, im ebenerdigen Obergeschoss wurde eine Kapelle eingerichtet, um Seelenmessen zu lesen.
Diese Sekundärbestattungen kamen in der Reformationszeit zu einem Ende. Gedächtnismessen, Besprengung der Gebeine mit Weihwasser und ihre Verehrung waren für die calvinistischen Visitatoren Ausdruck eines zu verabscheuenden papistischen Totenkults: Gebeine mussten wieder im Friedhof begraben werden, die Untergeschosse der Karner waren zu vermauern oder Karner sollten ganz abgebrochen werden. 
In Pfaffenhofen blieb der Karner aus dem 13. Jahrhundert hinter der Kirche aber erhalten. Es ist ein zweigeschossiger Dolomitquaderbau mit einem Satteldach, einem spätromanischen kleeblattbogigem Portal und einem Lichterker. In gotischer Zeit wurde der Karner umgestaltet und mit Stuckornamenten ausgemalt. Die alte Erkerapsis wurde bis auf die reich profilierte Konsole abgebrochen und durch ein gotisches Fenster ersetzt. Damals entstanden auch ein keilförmig über die Wand vorspringender Lichterker auf der Nordseite und das nicht mehr erkennbare Fresko mit dem Zug der Heiligen Drei Könige. Der Lichterker ist Zeugnis eines mittelalterlichen Totenkults, denn man glaubte, dass das geweihte Licht, genauso wie das Fürbittgebet oder das Weihwasser, den Armen Seelen im Fegefeuer Linderung bringen könne. Deshalb brachte man Erker an, durch die der Schein des Ewigen Lichts auf die Toten fallen konnte. Bei Ausschachtungsarbeiten zwischen Kirche und Karner stieß man aber auf eine Vielzahl menschlicher Gebeine, die aus dem im 16. Jahrhundert ausgeräumten Karner stammen dürften.